# La sentinelle
La sentinelle, titulada La centinela en España e Hispanoamérica, es una película francesa dirigida por Arnaud Desplechin, estrenada en 1992.

## Sinopsis
Mathias (Emmanuel Salinger) decide dejar Alemania para regresar a Francia. En el tren, es amenazado e insultado por un desconocido. En su maleta, encuentra una cabeza reducida a la manera de los jíbaros.

## Reparto
- Emmanuel Salinger: Mathias Barillet.
- Thibault de Montalembert: Jean-Jacques.
- Jean-Louis Richard: Bleicher.
- Valérie Dréville: Nathalie.
- Marianne Denicourt: Marie Barillet.
- Jean-Luc Boutté: Varins.
- Bruno Todeschini: William.
- Philippe Duclos: Macaigne.
- Fabrice Desplechin: Simon.
- Emmanuelle Devos: Claude.